# Breda A.10
Il Breda A.10, citato anche come Breda A10, era un biplano da addestramento monoposto prodotto dall'azienda italiana Società Italiana Ernesto Breda negli anni venti.
Sviluppato dal precedente pari ruolo biposto A.9, se ne distingueva per l'adozione di un singolo abitacolo e per una velatura fortemente ridotta.
Prodotto in un limitato numero di esemplari, per le sue caratteristiche si può considerare una versione intermedia tra l'A.9 e l'A.9bis

## Descrizione tecnica
L'A.10 era un velivolo dall'aspetto convenzionale per il periodo: monomotore biplano a carrello fisso.
La fusoliera era dotata di un singolo abitacolo. Posteriormente terminava in una coda dall'impennaggio tradizionale con una deriva dalla forma triangolare ed i piani orizzontali controventati.
La configurazione alare era biplana, con le ali inferiore e superiore di ugual misura entrambe realizzate con struttura in legno ricoperta in tela, entrambe dotata di alettoni, controventate, collegate tra loro tramite montanti tubolari e tiranti in filo d'acciaio.
Il carrello d'atterraggio era un semplice biciclo anteriore fisso con ruote collegate da un assale rigido, integrato posteriormente da un pattino d'appoggio posizionato sotto la coda.
La propulsione era affidata ad un motore Isotta Fraschini V.6, un 6 cilindri in linea capace di erogare una potenza pari a 250 CV (184 kW), collocato all'apice anteriore della fusoliera racchiuso da un cofano ed abbinato ad un'elica bipala in legno a passo fisso.

## Utilizzatori
Italia
- Regia Aeronautica